# Судацький кадилик
Судакський кадилик — скасована адміністративно-територіальна одиниця в Криму . Входила до складу Кефінського санджаку в 1475—1558 (пізніше, в 1558—1774 — Кефінського еялета Османської імперії і Кефинського каймаканства (1774—1783) Кримського ханства. Кадилак займав приблизно територію сучасного Судакського та східну частину Алуштинського міських округів (включаючи алуштинську долину). Утворений в 1475 року, після завоювання Османами Генуезького володіння — Солдайського консульства і, на думку істориків, в його межах. У 1520 і 1542 роках було проведено переписи населення Кефинського санджаку. За цими матеріалами, кадилик включав такі послення:
| - Манастир - Кутлак - Ворун - Дувак - Куру-Озен - Улу-Озен - Шума - Демирджи - Кьорбекле - Капсихор | - Ускют - Алушта - Гечи-Озен - Козлу - Копсут - Токлук - Ая-Йорин - Арпади - Ташли - Чольмекчи |

У матеріалах перепису згаданий Ворунарай, у наступному не записаний (є думка, що це прибережне селище в гирлі річки Ворон, (італ. Casale de lo Diauollo) генуезьких документів, занедбане після зсувів у XV столітті). У «джизйе дефтер» (податковий перепис неісламського населення) 1634 року у каза-і Сугдак (поселення кадилика) внесено 642 хані (домогосподарств). За дефтером, із сіл на узбережжі від Судака до Алушти, у зв'язку з високими податками та частими набігами козаків до селищ Кримського ханства виїхало найбільше переселенців-християн. Всього за переписом у 26 селищах кадилика було враховано 494 сімейства християн.

У джизйє дефтера Ліва-і Кефе (Османської податкової відомості) 1652 міститься список сіл, за яким можна бачити приблизний склад кадилика часів турецького панування:
| - Шума - Корбекли - Демурджи - Улу Озен - Куру Озен - Кучук Озен - Тувак - Ускут | - Капсихор - Шелен - Ай Серес - Токлук - Сугдак - Орта Алан - Карасу - Сартана |

За «Османским реєстром земельних володінь Південного Криму 1680-х років» до кадилика Согдак входили фортеця Согдак і 19 селищ:
| - Кутлак - Козлар - Токлук - Таракташ - Согуксу - Ворин - Айсерез - Кабсхор - Шелен - Арпад | - Ускют - Тувак - Кючюкозен - Ортаозен - Улуозен - Демирджи - Шума - Корбегли - Алуште |

Після здобуття ханством незалежності за Кючук-Кайнарджійським мирним договором 1774 року «наказовим актом» Шагін-Гірея 1775 року практично в незмінному вигляді кадилик був включений до складу Кефинського каймаканства Кримського ханства. За Камеральним Описом Криму… 1784 включав власне Судак і такі поселення:
| - Куруузен - Айсереч - Алушта - Арпат - Воран - Горбек - Камусхор - Коз - Кутлак - Кучук Узен | - Сууксу - Таракташ - Темерджи - Токлук - Тувак - Улу Узен - Ускют - Шилен - Шума |